# 请以你的名字呼唤我 (电影)
《以你的名字呼喚我》（英語：Call Me by Your Name）是一部於2017年上映的同性恋爱情片。電影由盧卡·格達戈尼諾執導，並由詹姆士·艾佛利編劇。劇情改編自安德列·艾席蒙創作的同名小說，并且是格達戈尼諾「欲望」三部曲的最後一部（前兩部分別為《我愛故我在》及《池畔謎情》）。電影由提摩西·夏勒梅、艾米·漢默、麥可·斯圖巴、阿蜜拉·卡薩、埃絲特·加雷爾和维克图瓦·迪布瓦領銜主演。《以你的名字呼喚我》設定在1983年的意大利北部，講述了17歲少年艾里歐·帕爾曼（Elio Perlman，夏勒梅飾演）與他教授父親24歲的研究生助理奧利佛（Oliver，漢默飾演）之間的同性戀情。
電影的籌拍作業始于2007年，當時製作人彼得·斯皮爾斯和霍華德·羅森曼購買了艾席蒙小說的電影版權。詹姆士·艾佛利先前擔任電影的共同導演，但之後成為編劇和共同製作人。格達戈尼諾以地方顧問的身份參與電影，之後成為導演和共同製作人。該片受到多家國際公司資助，而主體拍攝於2016年5月至6月在意大利克雷馬開始。劇組在製作之前花了幾周來裝飾其中一個主要拍攝場地阿爾貝戈尼別墅。攝影師萨永普·穆克迪普罗姆使用35毫米膠片拍攝電影。
索尼經典電影取得《以你的名字呼喚我》的分銷權，並於2017年1月22日在日舞影展舉行全球首映。它于2017年11月24日在美國有限上映，並于2018年1月19日全面上映。電影獲得許多獎項，影評人稱讚了其演員表現、劇本、執導和音樂。它在第90屆奧斯卡金像獎獲得四項提名，當中包括最佳影片，並贏得最佳改編劇本。艾佛利還在第23屆評論家選擇電影獎、第70屆美國編劇工會獎和第71屆英國電影學院獎以其劇本獲獎。

## 剧情
17歲少年艾里歐（Elio）和他的父母住在意大利北部的鄉郊。考古學教授的父親邀請24歲的研究生奧利佛（Oliver）與他和其家人共住整個暑假，並協助他的學術文書工作。身為自省愛書族和音樂天才的艾里歐，因為奧利佛有著與自己截然不同的無憂無慮和朝氣勃勃的性格，所以先前認為與他几乎没有共同話題。艾里歐在奧利佛逗留期間要讓自己房間給他，因此對其感到不滿。他暑假大部分時間都在閲讀、彈鋼琴和女性好友瑪琪雅（Marzia）相處。奧利佛同時被當地一名女孩吸引，這讓艾里歐很煩惱。
艾里歐和奧利佛開始了一段引人入勝的求愛期：他們一起游泳、長途跋涉到城中，並隨同艾里歐的父親參加考古之旅。艾里歐開始與瑪琪雅發生性關係，並吹噓自己來試探奧利佛的反應。這樣做不但沒用，反而增加對於奧利佛的情愫。艾里歐溜進奧利佛的房間來聞他的泳裤，並在自慰時挂念著他。在前往郵局時，艾里歐向奧利佛表白，奧利佛告訴他們之間不應該發生些甚麽。其後，艾里歐和奧利佛親吻，但是奧利佛不願意更進一步。兩人之間逐漸生隙。
為回信艾里歐，奧利佛在艾里歐的桌上留下一張紙條告訴他在午夜相見。艾里歐與瑪琪雅相處整日，但是心裏渴望見到奧利佛。午夜，他碰觸艾里歐並與其發生性行為。在接下來的幾天，他們在身體和情感上更加親密，在保密他們關係的同時經常發生性行為。艾里歐因爲想將這種與奧利佛相處的感覺變得獨一無二，而開始避開瑪琪雅。
隨著奧利佛離開的日期越來越近，這對情侶發現他們戰勝了一切的未知數和渴望。艾里歐的父母意識到兩人的關係，因此建議奧利佛回美國前與艾里歐一起去游玩。在一起相處了三日後，艾里歐目送奧利佛離開，他徹底心碎，打給母親接他回家。瑪琪雅就算知道這件事，但依舊想與艾里歐做朋友；而他的父親看見他的憂傷，告訴他已意識到他們之間的關係，坦白他年輕時幾乎也有相同的戀情，並敦促艾里歐要從悲痛中學習和成長，而不是快點開始新生活。
奧利佛在光明節時打給艾里歐一家，說他已經訂婚，並即將結婚。奧利佛清楚地告訴艾里歐他「記得一切」。接完電話後，艾里歐在父母準備晚餐時，坐在壁爐前哭泣。

## 演员表
演員名單來自Fandango。
- 提摩西·夏勒梅 飾艾里歐·帕爾曼
- 艾米·漢默 飾奧利佛（Oliver）
- 麥可·斯圖巴 飾帕爾曼先生（[a]）
- 阿蜜拉·卡薩 飾安娜拉·帕爾曼
- 埃絲特·加雷爾（英语：Esther Garrel） 飾瑪琪雅（Marzia）
- 维克图瓦·迪布瓦（英语：Victoire Du Bois） 飾琪亞拉（Chiara）
- 凡達·卡普里奧洛（Vanda Capriolo） 飾瑪法達（Mafalda）
- 安東尼奧·里莫尔迪（Antonio Rimoldi） 飾安喀塞（Anchise）
- 埃琳娜·布奇（Elena Bucci） 飾斑比（Bambi）
- 馬爾科·斯格羅索（Marco Sgrosso） 飾尼科（Nico）
- 安德列·艾席蒙 飾穆尼爾（Mounir）
- 彼得·斯皮爾斯（英语：Peter Spears） 飾伊薩克（Isaac）

## 風格與主題
《以你的名字呼喚我》是格達戈尼諾「欲望」三部曲的最後一部（前兩部分別為《我愛故我在》及《池畔謎情》）。格達戈尼諾稱他在電影中的處理態度爲「輕鬆和淳樸」。《衛報》的喬丹·霍夫曼（Jordan Hoffman）認爲這與他之前「極高風格化（和）令人眼花繚亂」的作品截然不同。格達戈尼諾認爲這部電影是「致敬我生命中的父親們：我自己的父親，及我的電影父親（包括啓發他的導演尚·雷諾瓦、賈克·希維特、艾力·侯麥和貝納多·貝托魯奇）」。
格達戈尼諾稱《以你的名字呼喚我》是一部重視家庭的電影，旨在「知識的傳遞，並希望不同世代的人能夠一起觀看這部電影」。他從未將其看待爲「男同性戀」電影，而是將它稱爲關於「欲望新生概念的美麗，公允及不偏激」，並反映出他的座右銘是「帶著一點『生活樂趣』的感覺」，其中「我們應該經常認真看待一個人的感受，而不是視而不見或者保護自己」這句話正正印證他的信念。他進一步宣稱這是關於「成爲你想成爲的人，並發現自己陷入在他或她另類的凝視中」，是一部「令人鼓舞的電影」。
導演嘗試避免成年電影常見的缺陷，其中成長通常被描繪為解決一些先入爲主的兩難境地，例如情侶必須强制進行選擇。他還想讓故事只追隨兩人當下的情景，而不是注重形成對立者或者製造悲劇，這種做法是啓發于莫里斯·皮亞拉執導電影《關於我們的愛情》。作爲自認爲電影性行爲中角色的行爲和身份的代表人物，格達戈尼諾不喜歡電影中有明確的性愛場景。他為這個打算解釋道：「我希望觀衆能完全依賴這些人情感游歷及感受初戀……創作有力的共同性對於我來說是重要的，因爲電影的整體想法就是對方讓你變得美麗－啓發你、提升你。」

## 製作

### 籌拍

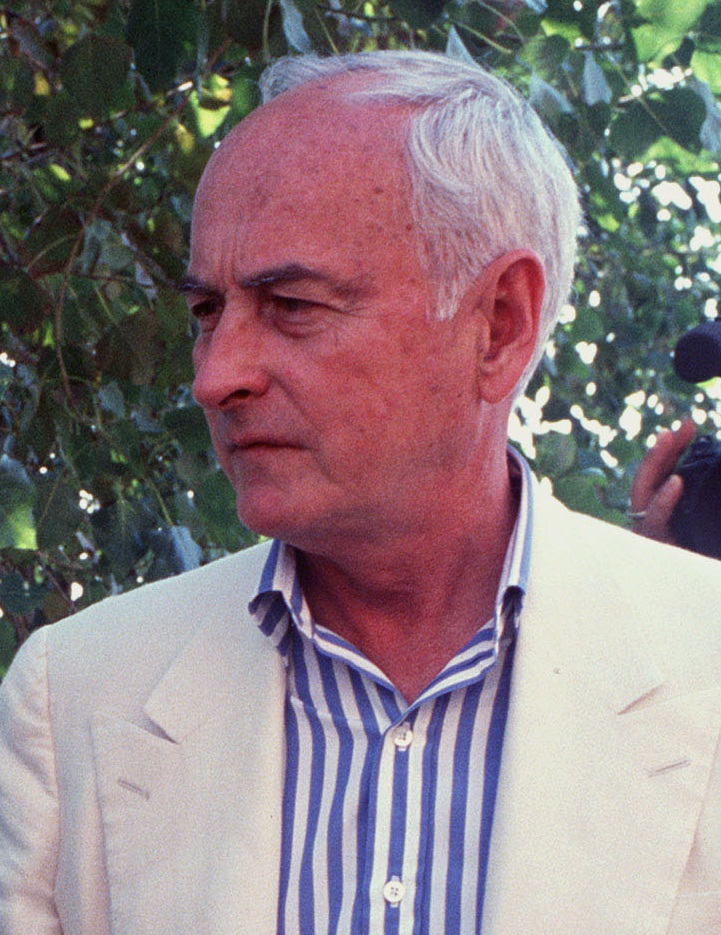
詹姆士·艾佛利（攝於1991年9月）花費六至九個月創作劇本，並曾經作爲電影的共同導演。

美國製作人彼得·斯皮爾斯和霍華德·羅森曼于2007年看了安德列·艾席蒙首部小說的早期校樣後，就搶先在小說出版前就購買了電影改編權。羅森在演出之後透過朋友第一次聽到這本書，並稱其「極爲美好」。斯皮爾斯也深受觸動並認爲需要電影改編版，之後成爲他第一部作爲製作人的電影。他們邀請朋友詹姆士·艾佛利擔任改編電影的執行製作人。斯皮爾斯與羅森曼各自閲讀書籍，並于2008年開始製作電影。作品接著陷於「發展煉獄」：製作人見了三組導演和編劇（當中包括加布里爾·穆奇諾、弗森·毆茲派特和薩姆·泰勒-伍德），但是找不到任何人能接任這項工作。安排在意大利夏季拍攝電影的需求也十分困難。
製作人打給他們導演的第一選擇盧卡·格達戈尼諾，但是他因爲行程繁忙而推辭。他因住在意大利北部，最初被聘爲地方顧問。格達戈尼諾後來建議與艾佛利共同執導電影，但尚未達成任何合同協議。艾佛利接受這個提議，並于2014年花費了六至九個月創作劇本。格達戈尼諾稱這本小說爲「一本關於銘記過去和沉溺于失去之痛的普魯斯特書」，並與艾佛利共同改編小說，同時還與沃爾特·法薩諾合作完善它。劇本在艾佛利的房屋、格達戈尼諾克雷馬的厨房桌，以及有時在紐約創作。由於格達戈尼諾正在執導《池畔謎情》，所以艾佛利在整個過程很難遇到他。
劇本於2015年晚期完成。艾席蒙認可了它，並稱讚這個改編是「直接……真實和具有説服力」。他補充：「作爲作家，我認爲自己會說：『哇！他們做得比書本還要好』。」完成的劇本對於獲得電影製作的資金必不可少。資助人包括製作公司電影製作（法國）、瘋狂電影公司（法國，由格達戈尼諾擁有）、M.Y.R.A.娛樂（美國）、RT影片（巴西）和水之末端製作（美國）。電影還受到意大利文化遺產、活動和旅游部支持。然而資助人覺得電影「太貴了」。所以在洽談期間，製作的預算從1,200萬美元減至300萬美元。
2016年，艾佛利爲了避免衝突而退位導演之職，讓格達戈尼諾獨自執導電影。根據艾佛利的說法，紀念電影國際公司的資助人不希望兩位導演參與電影，因爲他們「認爲這會很尷尬……其可能需要更長的時間，如果我們在場地大打出手會很糟糕，以及等等事件」。格達戈尼諾表示艾佛利的版本很可能因爲「市場現實」而無法製作「更貴（和）不同的電影」 。艾佛利成爲唯一認可的編劇，他之後將劇本的版權賣給格達戈尼諾的公司。《以你的名字呼喚我》是艾佛利繼《愛情合作社》之後第一次創作劇本，而且是他首部只編劇沒執導的敘事性長片。艾佛利維持參與製作的其他方面。格達戈尼諾將這部電影獻給他於2017年2月逝世的朋友。

### 改編

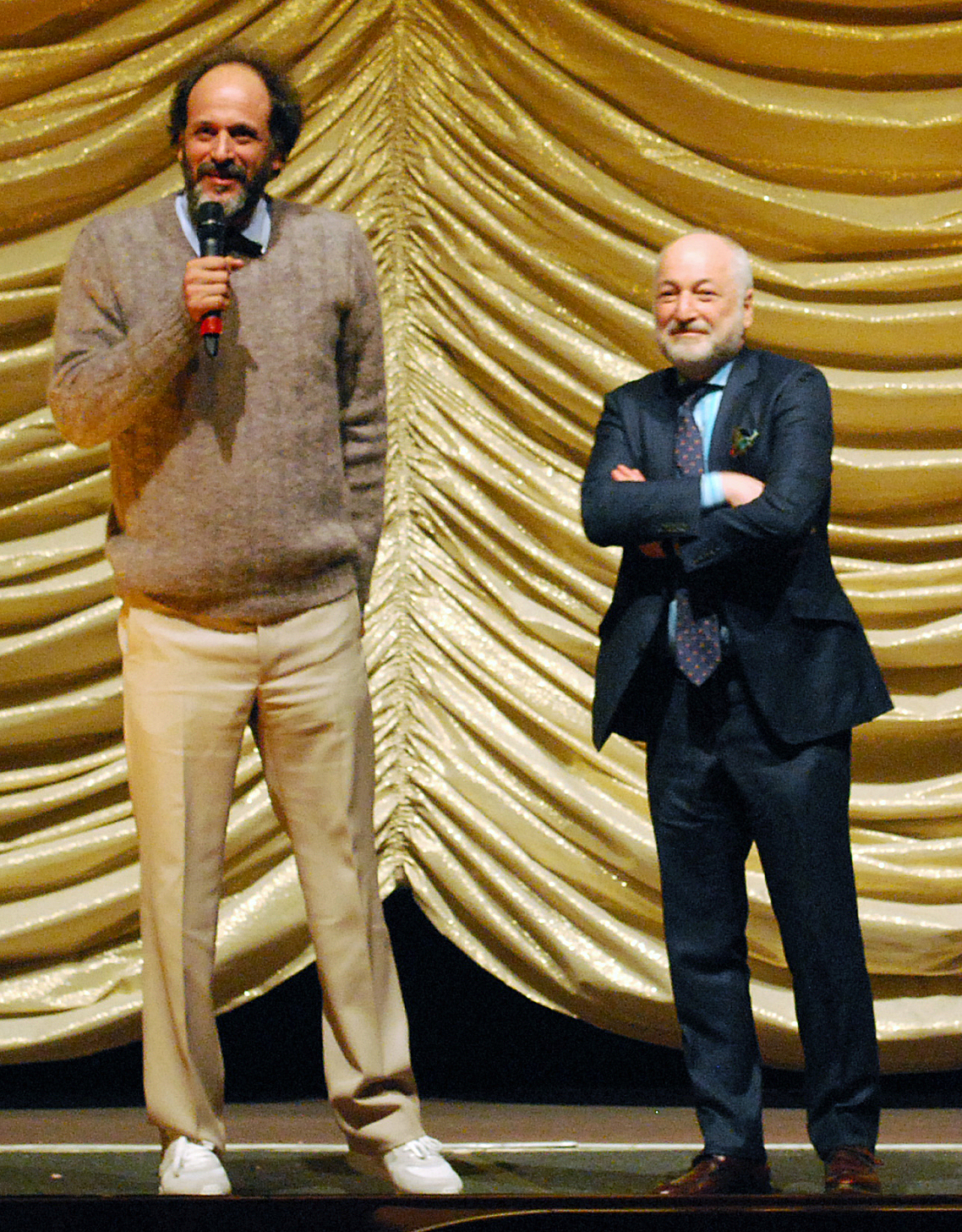
格達戈尼諾（左）一開始被聘爲地方顧問，之後則成爲導演和共同製作人，而艾席蒙（右）認可劇本並出演角色。

這部電影跟原始素材的一些方面大相徑庭。雖然小說從艾里歐的角度來進行回憶片段，但導演將電影完全處於現在的時間線上，這是幫助觀衆明白角色與「反映這本書精髓」的一個「更有效」的解決方案。場地從博爾迪蓋拉改成格達戈尼諾居住的克雷馬。電影中拍攝的市鎮廣場與小說中描繪的有所不同，艾席蒙小說中的「更遠小一點，可站在高山上眺望受風吹襲的地中海」。克雷馬的乾燥氣候和「陰森恐怖般冷清」的本質讓他擔心這部電影不符合小說性質。導演還改變了事件的發生年份，從1987年改成1983年－據他所説：「至少在意大利，所有70年代的偉大事物絕對都停止運作。」而且當中角色「還沒受到80年代美國（隆納·）雷根和英國（瑪格麗特·）柴契爾腐敗的侵擾」。
格達戈尼諾試圖將小說中的場景移除，包括艾里歐在挖了孔的桃子中自慰，他認爲這一幕是「性衝動和能量」的隱喻，而且太過於明確。提摩西·夏勒梅也對這一幕感到緊張，稱其是「對電影中一些强烈想法的徹底變化」以及解釋角色「過剩性能量」的主要關鍵。儘管有所保留，格達戈尼諾與夏勒梅各自測試了這種方法，並均覺得不錯，因此將其加入在電影裏。有一幕艾里歐和奧利佛在小酒吧裏熱情共舞時沿用了幻覺皮衣合唱團的歌曲《愛我的方式》，這并沒有從書中汲取靈感，而是啓發自強納森·德米的和格達戈尼諾年輕時獨自跳舞的經歷。艾佛利稍微改變帕爾曼先生的職業，從古典學學者改成「藝術歷史學家/考古學家的類型」，這個決定讓艾席蒙稱其爲「完美」和「更爲視覺化……更爲令人興奮，而不是學者在其桌上所作的事情」。
當格達戈尼諾修改艾佛利的劇本草稿時，他移走了旁白敘述與相當多的裸體片段。他說道明確的裸露使他對於電影的幻想「完全不相關」，而他也不喜歡主角回顧陳年往事的想法，認爲這會「扼殺了驚喜」。在小說即將結束時，兩位主角一起到訪了羅馬。這次旅行持續了一整章，並在多個地方引入新角色。由於電影的預算有限，艾佛利與製片人寫了多個變動，包括將主角獨自留在家中的想法。最後，電影製片人改成另一場去的旅行，而不是羅馬，並且角色大部分時間都在酒店房間一起獨自度過。在艾佛利原有劇本中，他描繪艾里歐的父母有兩幕討論艾滋病，以及艾里歐在最後一幕家裏裝飾聖誕樹。艾佛利需減少帕爾曼先生台詞的篇幅，但最後堅持留在劇本裏。他認爲艾里歐向奧利佛表白的一幕是全片其中一個最重要的時刻，因爲這捕捉了他們對於初戀的「狂喜的激情和擔憂」。艾席蒙對於格達戈尼諾的最後一幕爲艾里歐在壁爐前哭泣感到驚喜；關於電影改編，他寫道：
「戲劇可以是一個完全神奇的媒介。我作爲作家所做，以及格達戈尼諾作爲電影導演所做的，不僅僅是兩種不同的語言。我做的是刻出一座雕像至最完美、最難以描述的細節，而電影導演則是讓雕像動起來。」
雖然艾佛利的劇本在拍攝期間不斷更改，但是他從未在拍攝場景出現。2018年5月，艾佛利說道他和格達戈尼諾討論如何拍攝包含裸體的片段，但是導演最後放棄了他們。在艾佛利的看法中，導演一些向媒體作出的聲明將電影對於裸體的忽視歪曲成「有意識的審美決定」，儘管他們從未討論過將裸露從劇本中移除。艾佛利說：「當人們在做愛之前或之後的四處遊蕩時，他們都高雅地將床單蓋在身上，這對我來說總是看起來十分虛偽。」相比之下，艾佛利引用了他早期的電影，同樣包含男性裸露的男同性戀愛情片的片段，以突出它用了「一種更自然的處事方式去處理他們，而不是隱藏他們或者做盧卡所做的事，（這種方式）就是將相機從窗戶平移至一些樹木。」格達戈尼諾說道他明白艾佛利的立場，但它很明顯地就是「對我們想要做的事情沒有任何限制」。

### 選角
2015年，據報導沙·拉保夫和姬莉黛·莎芝將會出演電影。2016年9月，艾佛利確認他們不再參與電影。李畢福雖已在紐約閲覽這部電影，但是製作公司因爲他的「各種麻煩」而認爲他并不適合。雖然艾佛利覺得莎芝和李畢福「在一起會有好的鏡頭」，並可能將其變成電影，但是公司不同意。
格達戈尼諾看到艾米·漢默在《社群網戰》的演出之後，就對他「墜入愛河」，並培養對漢默及其後他製作電影的熱情。導演認爲他是一個「成熟及戲路很廣的演員」。漢默在閲讀劇本草稿后幾乎拒絕了這個角色，因爲當中包含裸露情節，他說：「這裏有許多東西我以前出演電影從未做過的。但是我沒有辦法出演（這部電影），大部分原因是它太嚇到我了。」這是漢默飾演男同性戀的第三部電影（前兩部分別爲《強·艾德格》和）。

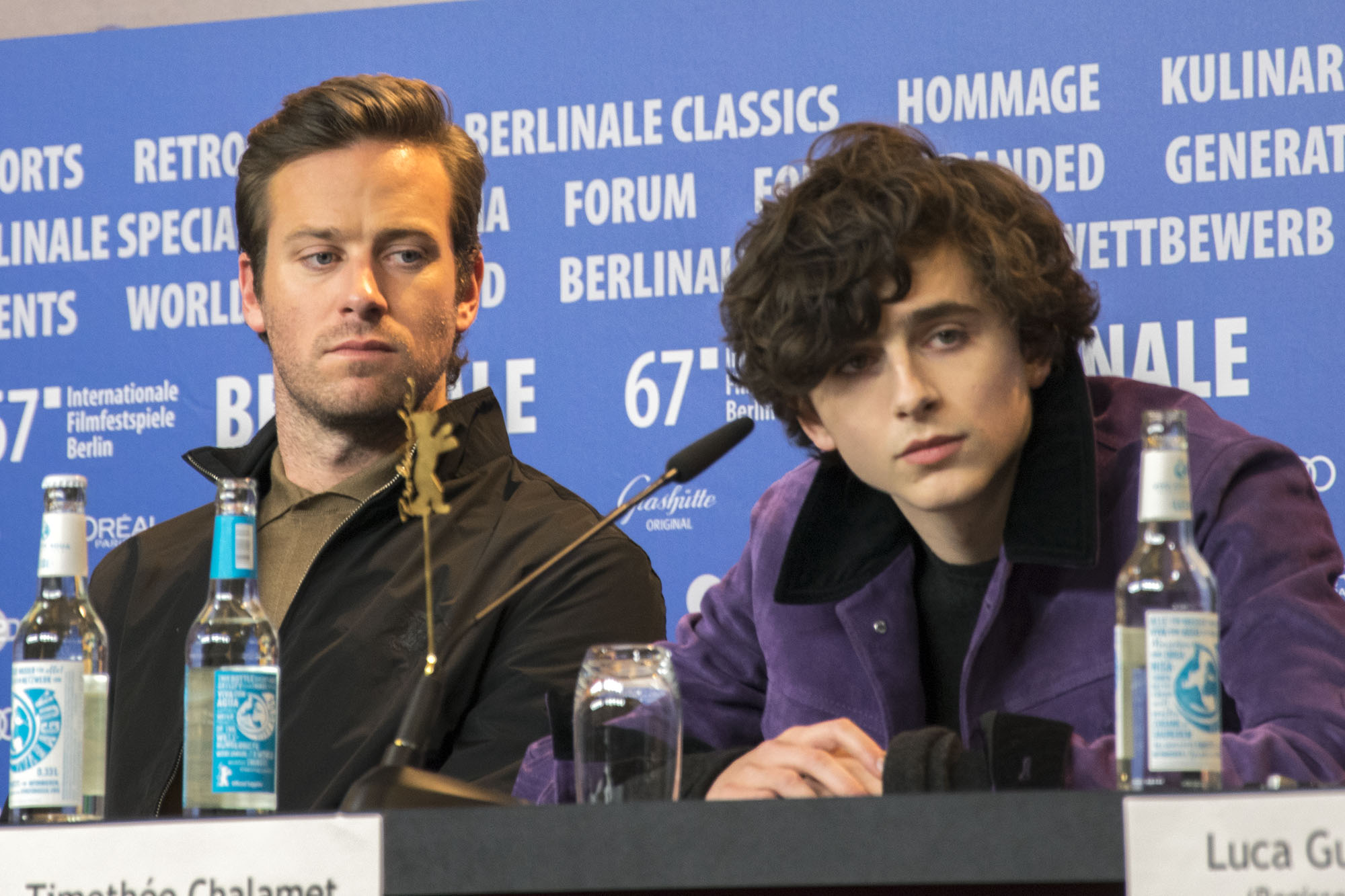
汉莫和夏勒梅出席第67屆柏林影展《以你的名字呼喚我》的記者招待會。

2013年，斯皮爾斯的丈夫和經紀人布萊恩·斯沃德斯特羅姆（Brian Swardstrom）引薦17歲的夏勒梅給格達戈尼諾，他看完演出后立刻感覺該演員可以以「野心、智慧、敏感、幼稚和藝術性」來飾演艾里歐。夏勒梅在17歲時閲讀艾席蒙的小說並稱其爲「一扇通向年輕人的窗戶」。他所飾演的角色，十七歲的艾里歐可流利說三種語言，包括英語、法語和意大利語。在去義大利之前，夏勒梅能説流利的法語並彈奏鋼琴和吉他多年。為了準備他的角色，他每日參加意大利語的課程、每週三次到健身房健身，並與作曲家羅伯托·索爾奇（Roberto Solci）合作。
麥可·斯圖巴飾演艾里歐的父親帕爾曼先生。斯圖巴在加入製作前還沒開始閲讀小說。他被劇本中「許多美麗情感的詮釋」所觸動，包括帕爾曼先生那「慷慨、愛和理解的整體感覺」。格達戈尼諾在巴黎宣傳《池畔謎情》時，埃絲特·加雷爾就與其聯繫。加雷爾在沒有任何嘗試下面試了瑪琪雅這個角色，並在拍攝前選擇不閲讀小說。在接近電影結尾時，瑪琪雅問艾里歐：「一輩子的朋友？」，這句對白是源自演員的父親菲利普·卡黑所執導的《我再也听不见吉他声》。格達戈尼諾說：「我很喜歡透過她來實質上與菲利普·卡黑對話的想法。」加雷爾在拍攝場地與夏勒梅說法語，她爲了提升英語，其在拍攝時觀看有英語字幕的美國電視劇。
導演選擇認識20年的阿蜜拉·卡薩飾演安娜拉。他欽佩她的「違法感」，並說她代表「歐洲藝術電影最大膽的考驗」。選角導演絲黛拉·薩維諾（Stella Savino）在鄉郊騎自行車時遇見凡達·卡普里奧洛。卡普里奧洛并不是演員，但之後出演女傭瑪法達。艾席蒙與斯皮爾斯還短暫出演穆尼爾和伊薩克，一對出席晚餐派對的同性戀情侶。由於演員不足夠，艾席蒙被要求出演電影。「這是最後一分鐘的決定。」斯皮爾斯回憶道，「安德列原來是一個非凡的演員！十分輕鬆自在，並不太緊張。他的妻子坐在那裏並說：『我實在分不出來！』」。角色在英語、法語和意大利語之間轉換；電影中安娜拉閲讀16世紀法國文學一幕可以看出。
漢默和夏勒梅均簽署了禁止全體裸露的合同。艾佛利原有的劇本曾包含裸體成分，並對這個決定感到沮喪，批評道他所看到的是「美國式」態度並說：「沒有人對完全裸體女人感到完全關心或者震驚。這就是男人。」格達戈尼諾選擇演員是根據他們的演出表現和化學反應，而不是他們的性取向。他說：「這樣選角的想法只能肯定某種技能的人，而更糟的是，某個角色扮演某個性別身份：這對我來說是具有壓迫性的。」

### 美術設計與服裝
帕爾曼住宅的主要拍攝場景是阿爾貝戈尼別墅，這是一座位於莫斯卡扎諾無人居住的17世紀豪宅。格達戈尼諾原先想買下房子但買不起，所以他改爲在那裏執導一部電影。一位景觀設計師負責爲豪宅花園打造出一片果園。藤架建造在露台上，而杏和桃樹則種植在花園中。

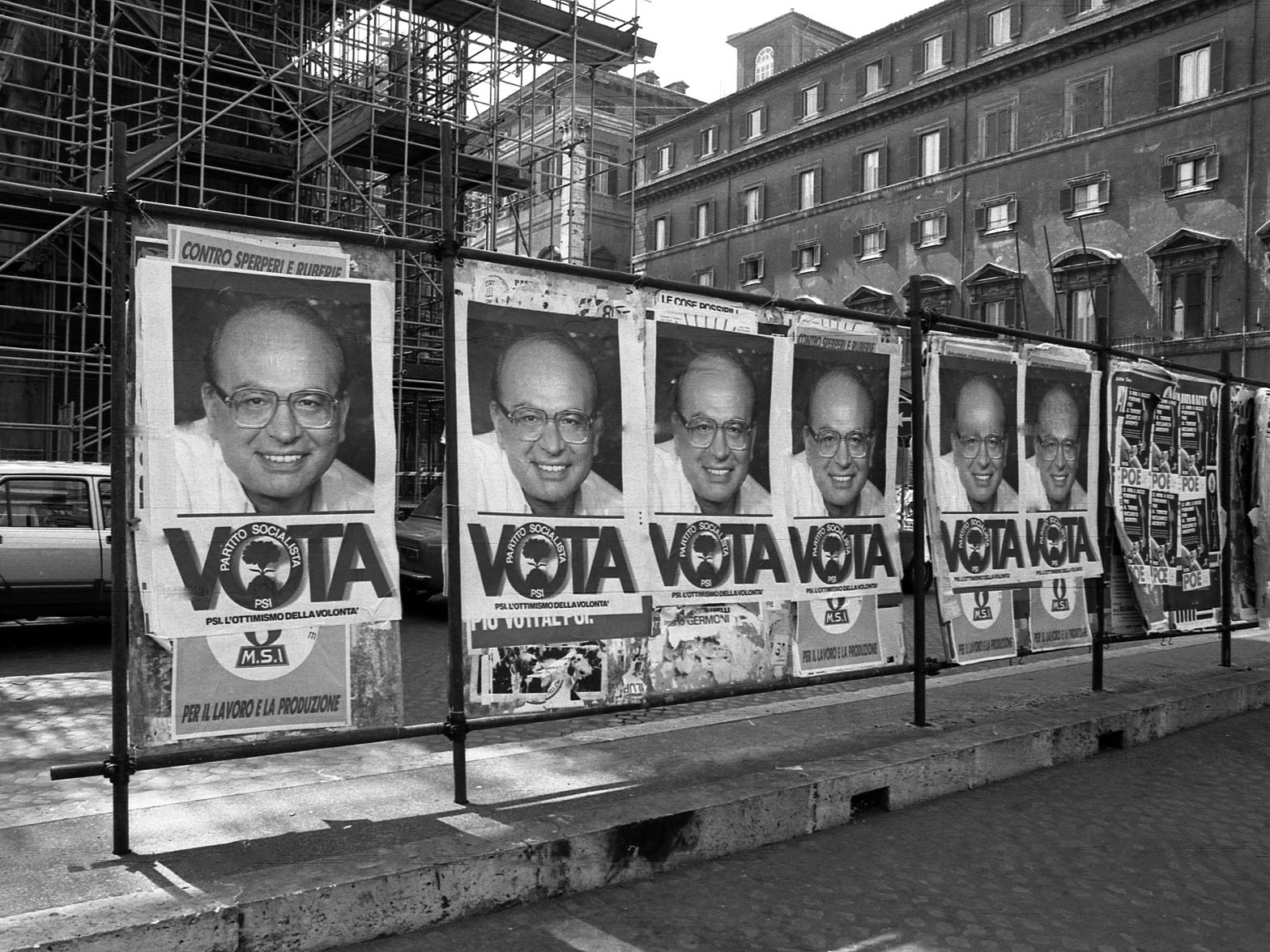
1983年意大利大選期間，貝蒂諾·克拉克西肖像的選舉海報。電影在公衆地方設置褪色的政治廣告牌來顯示選舉。

格達戈尼諾並不想電影成為時代片段，並試圖拒絕製作一部反映「我們對80年代想法」的電影。他的目標是準確地重現觀眾看不見的時期。全體工作人員，包括美術總監山繆·德霍斯（Samuel Dehors）和首次參與裝飾的布景師維奧蘭特·維斯康蒂·迪莫德羅內受到角色啓發來逐步裝飾房子的家具、物品和裝飾品。大部分的家具，包括50年代的餐具和玻璃器皿，都是來自格達戈尼諾和迪莫德羅內的父母。迪莫德羅內說：「這讓其變得溫馨而個人化……我想給它時間流逝的感覺。」。大多數亞洲風格的畫作、地圖和鏡子都來自米蘭的一家古董店。背景所見的書籍都于1982年之前出版。電影中使用的游泳池是從該地區常見的水槽改造而成。
導演在公衆地方設置褪色的政治廣告牌來顯示1983年意大利大選，並重建充滿當年雜誌的報攤。他的團隊在克雷馬市民的幫助下進行廣泛的研究；他們進入居民房子並收集他們80年代的照片。陳莉擔任平面設計師；她書寫了片頭字幕的標題，而導演使用影像複製的雕像，並將其與帕爾曼先生的個人物品放在一起。
服裝設計師朱莉婭·皮耶爾桑蒂（Giulia Piersanti）避免使用當代服裝；她希望爲角色提供「一個無憂無慮的青春期肉體、夏日炎炎和性意識的感覺」。服裝靈感來自于法國電影《沙灘上的寶蓮》、《春天的故事》和《夏天的故事》，當中包括皮耶爾桑蒂團隊製作的一些服裝作品。皮耶爾桑蒂從父母的相簿汲取到帕爾曼一家全部衣服的靈感。對於奧利佛「性感、健康美國人」的形象，皮耶爾桑蒂沿用「一些布魯斯·韋伯最早期的攝影作品」。縱觀整部電影，他的衣服有所轉換，因爲「他更能夠解放自己」。爲了强調艾里歐的自信作風，她選擇一些拉科斯特的服飾，並在最後一幕使用了一件與衆不同的新浪潮式襯衫。艾里歐的Polo衫和七喜小子T恤均來自她丈夫的衣櫥。

### 主體拍攝
《以你的名字呼喚我》的主體拍攝于2016年5月9日開始，并於2016年6月殺青，共持續大約33天。電影主要在克雷馬及克雷莫納省周圍拍攝。一場不同尋常的雷雨與拍攝過程同時發生，有28天拍攝的時候都在下雨。電影于5月17日和19日在潘迪諾和莫斯卡扎諾附近的村莊取景拍攝，並于6月1日開始在克雷馬拍攝。其他戶外場景于2016年12月4日進行拍攝。在克雷馬的製作花費1萬8千歐元，而廣告宣傳則花費7千5百歐元。
電影在製作過程中選擇了克雷馬和潘迪諾街道上的一些歷史古跡，包括克雷馬主教座堂的托拉佐拱門。當地企業因原定于5月30至31日的拍攝而休息所造成的財務損失均獲得賠償。由於天氣惡劣，在教堂的兩日拍攝被延後。拍攝還在克雷斯皮亞蒂卡附近的洛迪賈諾區，以及臨近克雷馬的兩個小鎮蒙托迪內和里帕爾塔進行取景。考古發現場地拍攝於加爾達湖布雷西亞河濱旁的錫爾苗內卡圖盧斯石窟。的旅行拍攝了多座歷史建築，包括、聖母聖殿和科學、文學與藝術大學。火車站一幕拍攝於皮齊蓋托內站。出於安全考慮，製作團隊只獲批准在瓦爾邦迪奧內塞里奥瀑布拍攝一個半小時。
拍攝之前和期間，演員住在克雷馬，以能夠體驗小鎮生活。格達戈尼諾爲了與演員群和製作人接觸，經常爲他們烹飪和在自己房子播放電影。漢默和夏勒梅之前并沒有同台合作過，直到在克雷馬製作期間才第一次遇見。拍攝開始之前，他們相處一整個月，共同觀看關於的紀錄片，并去當地餐廳以建立角色發展。夏勒梅說：「我們全天都一起相處，因爲我們幾乎是當地唯一的美國人，所以我們能夠互相保護，並真正了解對方。」。在製作前兩天，格達戈尼諾與演員群一起閲讀劇本。漢默和夏勒梅在第一次試演時是親吻的鏡頭。演員們在拍攝前每一晚都排練他們的鏡頭，並花費了幾天來拍攝裸體。漢默說：「我之前從來沒有與導演如此密切地打交道。（因爲）盧卡能夠看著我和完全裸體的我。」

一些拍攝場地圖片
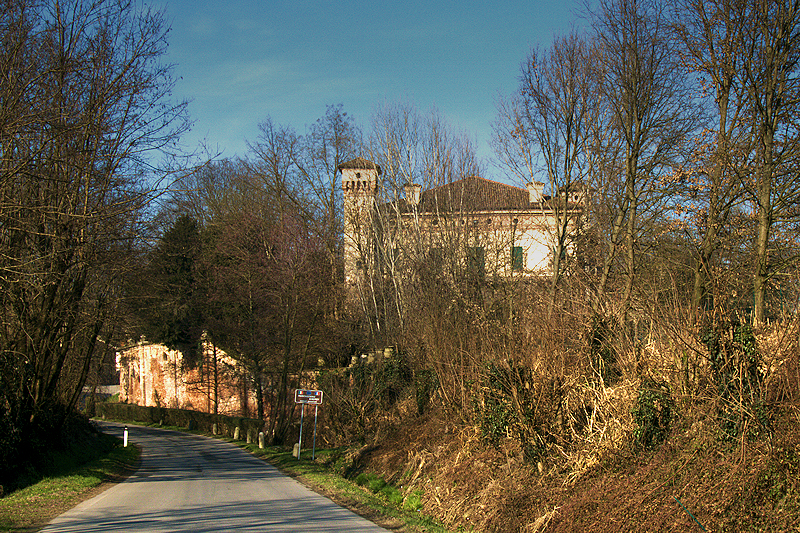
阿爾貝戈尼別墅（英语：Villa Albergoni）
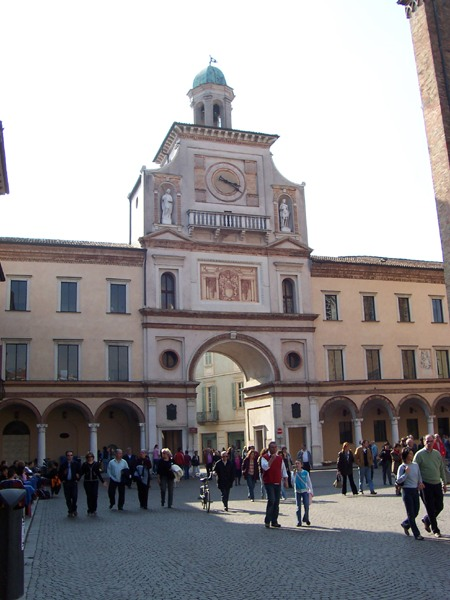
克雷馬主教座堂托拉佐拱門
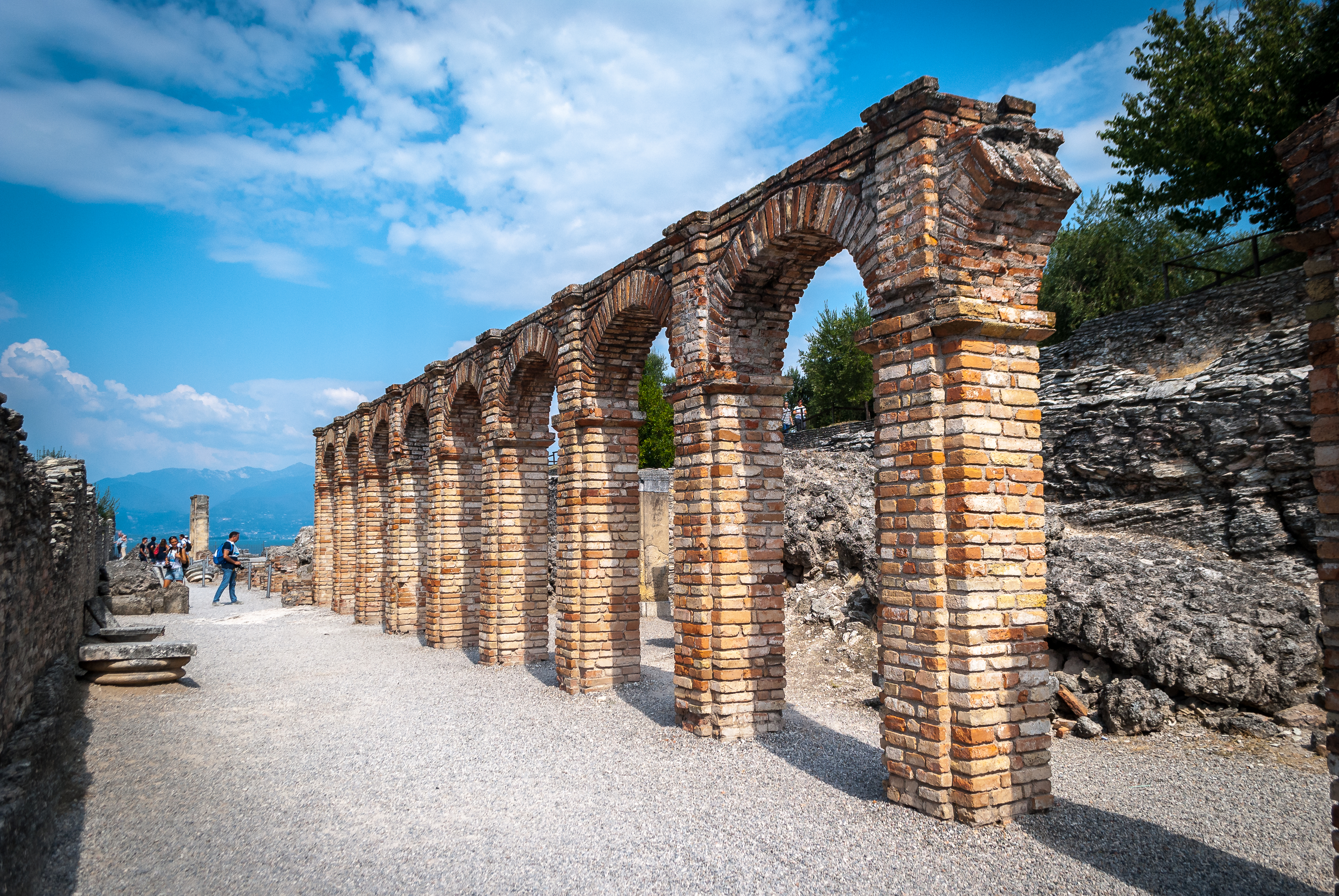
加爾達湖布雷西亞河濱旁的錫爾苗內卡圖盧斯石窟（英语：Grottoes of Catullus）
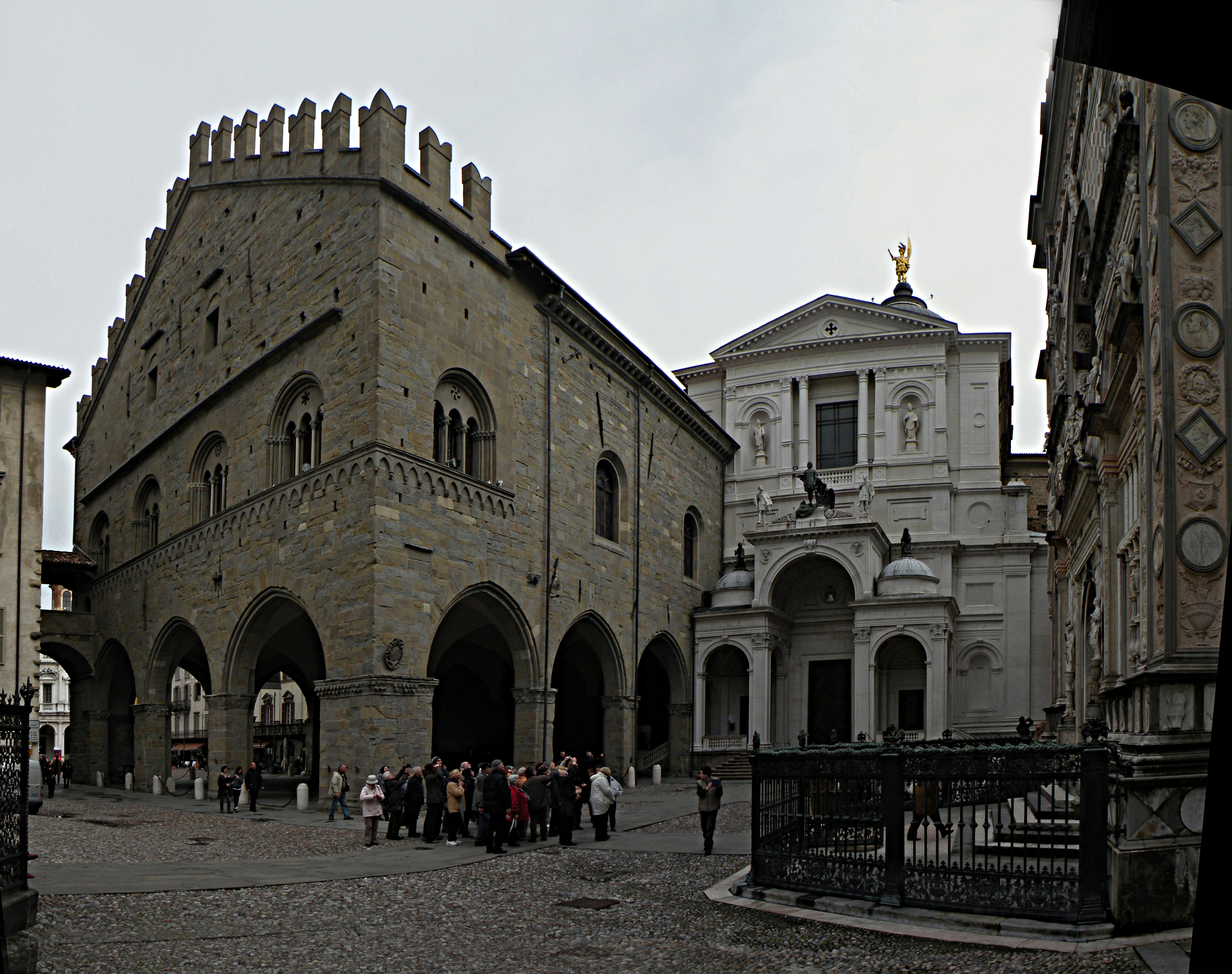
贝尔加莫主教座堂
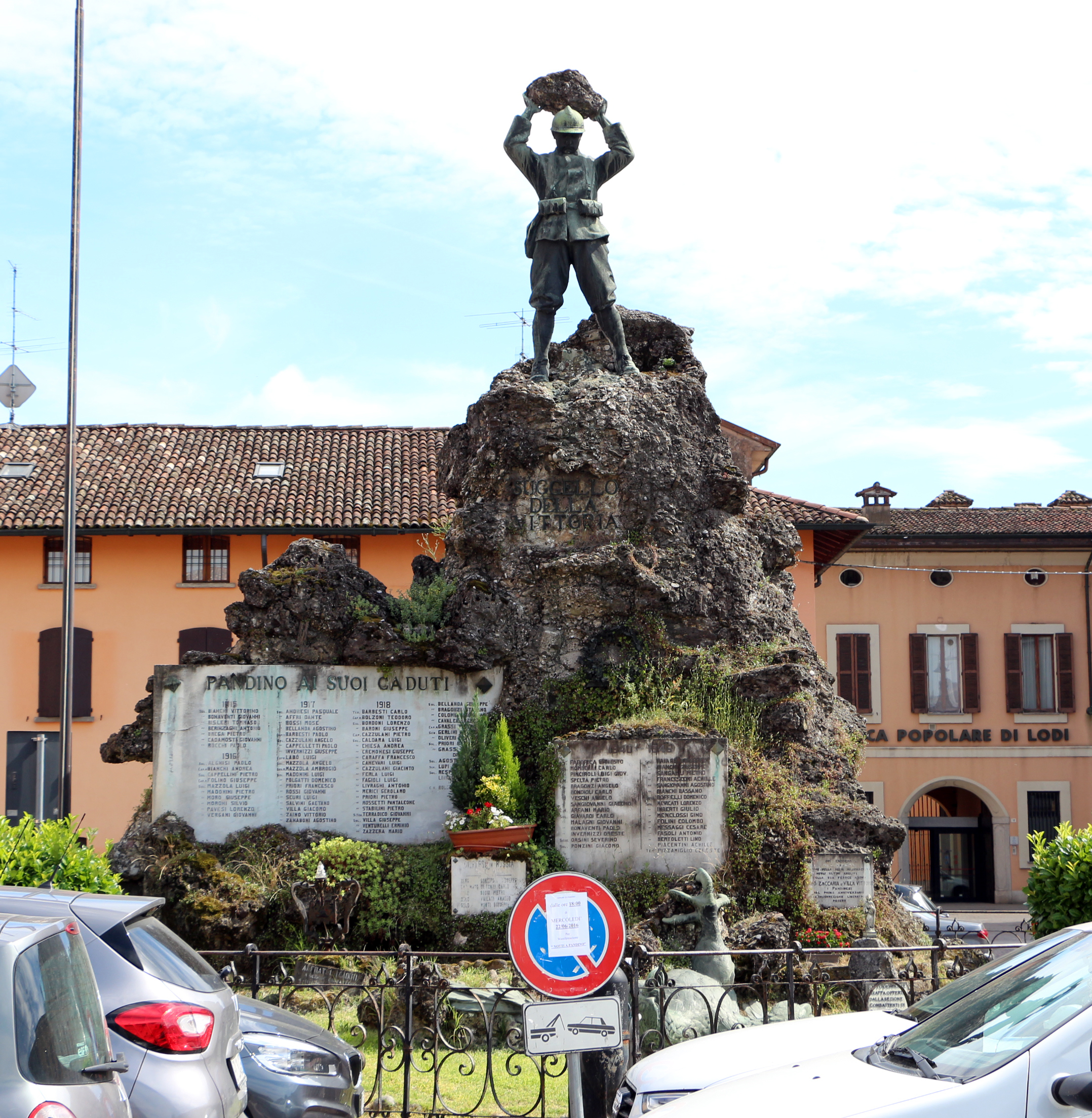
潘迪諾維托里奧·埃馬努埃萊廣場
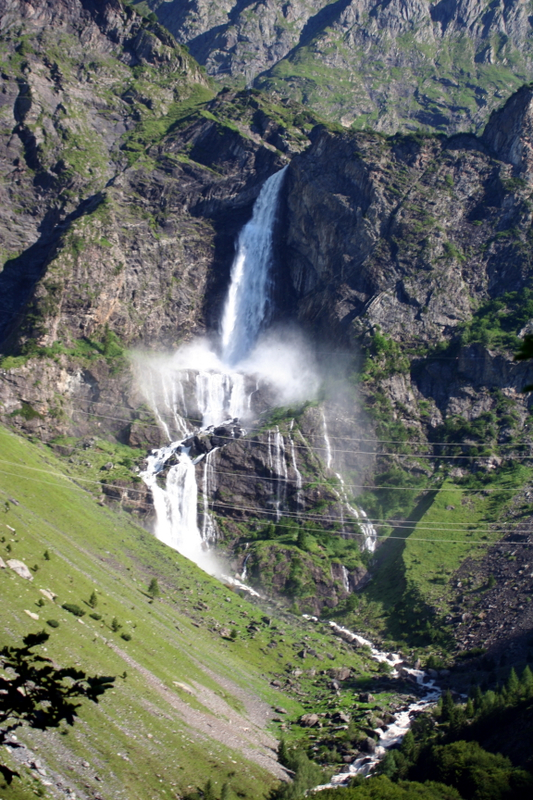
塞里奥瀑布（英语：Cascate del Serio）
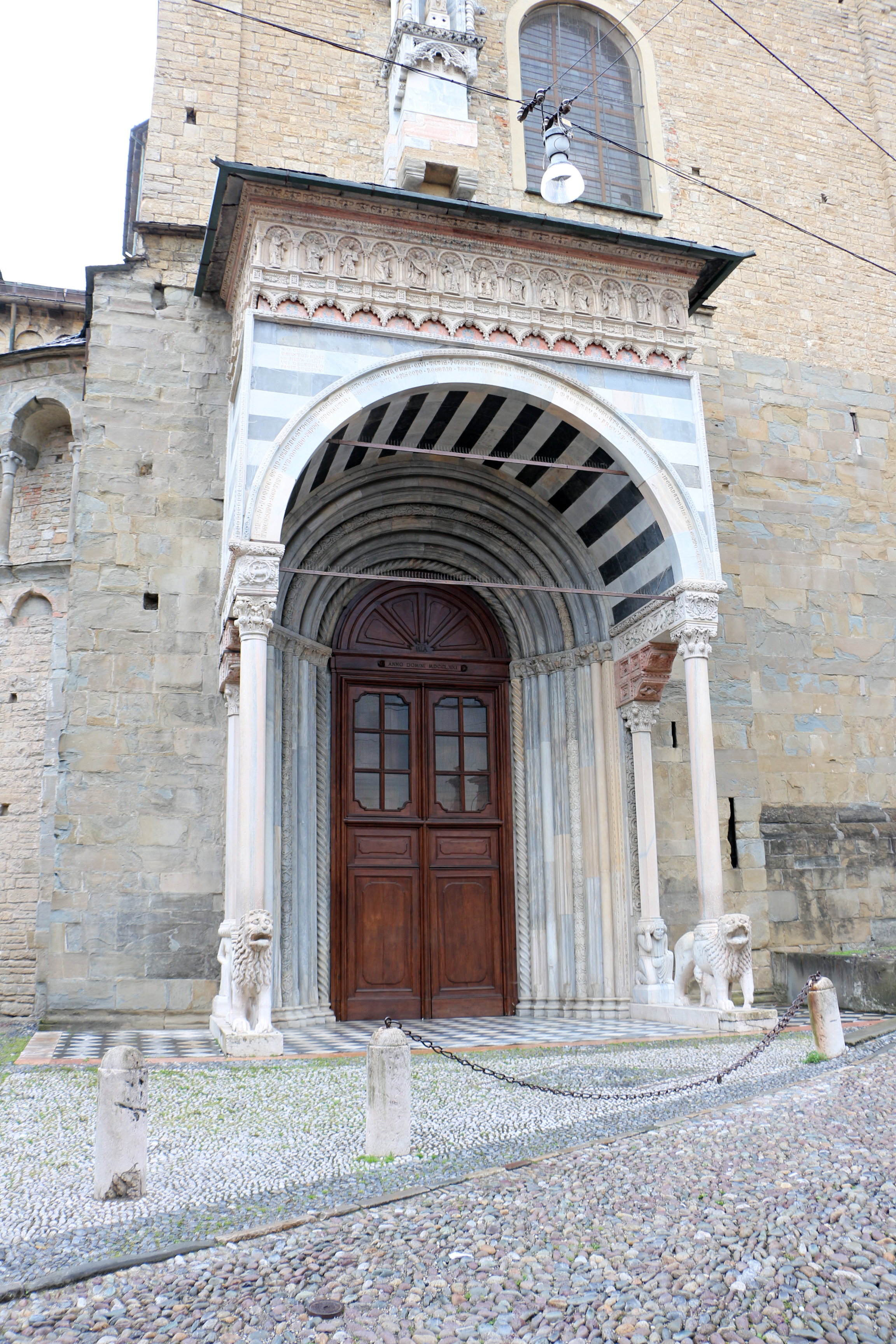
聖母聖殿南大門
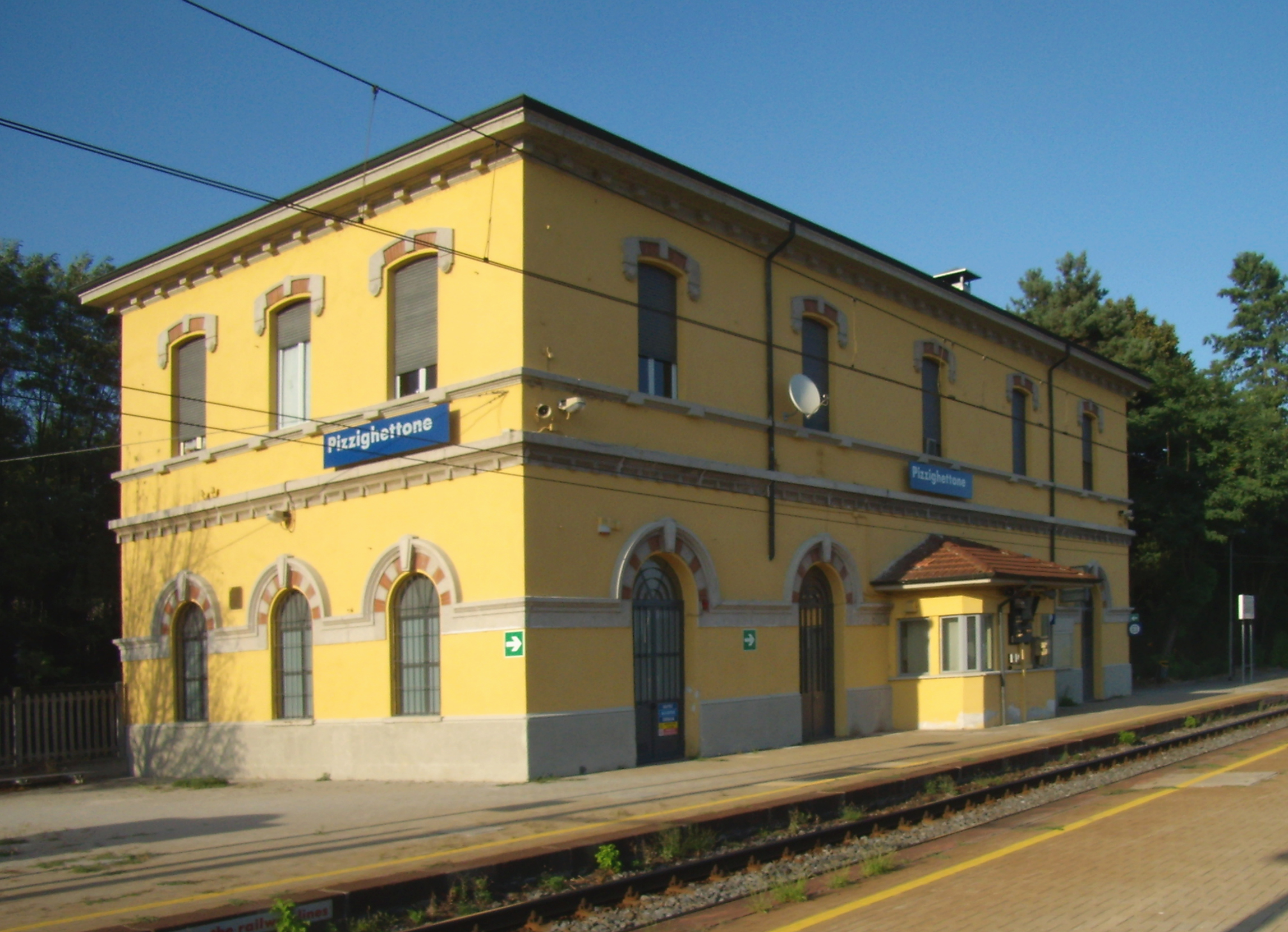
皮齊蓋托內站

格達戈尼諾以時間順序來拍攝電影，讓製作人去「見證主角和演員在熒幕上的成熟度」。帕爾曼先生向艾里歐傳遞教育性言論的一場是在整個過程的倒數第二天所拍攝。斯圖巴爲這一幕準備了一個月，因而格達戈尼諾希望透過減少配置讓其「盡量簡單」以及「讓演員自然發揮」。法薩諾說這一幕拍了三次，而斯圖巴「以三種不同的層次來表達情感」。加雷爾享受她與夏勒梅拍攝性交一幕，她稱該幕充滿了「快樂和淳樸」。夏勒梅在拍攝最後一組鏡頭時，戴著耳機聽著爲電影創作的其中一首原創歌曲《基甸的幻象》，導演要求他每一鏡以三種不同的方式演出。攝影機放在壁櫥裏，後面完全沒人。夏勒梅說：「這就有點像一個演戲的試驗。」
在維托里奧·埃馬努埃萊廣場，位於潘迪諾紀念皮亞韋戰役受害者的紀念碑，製作人放置長軌攝影機移動台車來一鏡拍攝艾里歐向奧立佛表白一幕，這提供了過場所不能提供的柔韌性和「情感的流動」。在跳舞的一組鏡頭中，漢默不得不在50個附加攝影機前演出，而該幕的音樂被關掉以讓對話可以錄製。爲準備這幕，格達戈尼諾安排了一位跳舞教練。漢默回想此幕，並認爲「這是我一生中拍攝過的最糟糕的一幕」。舞蹈指導保羅·羅基（Paolo Rocchi）于2016年6月受到瘋狂電影公司的來電，他們稱這套舞蹈動作「尷尬又真實」。羅森曼稱這一幕是其中一個感情強烈的時刻，他說：「它就是體現和概括，對於我來說，這就是青少年的愛，這就是欲望」。
薩永普·穆克迪普羅曾與格達戈尼諾合作，擔任費迪南多·奇托·菲洛馬里諾（Ferdinando Cito Filomarino）《Antonia》的攝影指導。他在收到劇本前閲讀了艾席蒙的小說，並在拍攝地點走來走去，來「感受一切……去觀賞顔色，去看看一天的光線如何變化，並將其輸入在我的資料中」。由於大雨持續了整個拍攝，所以他爲了《以你的名字呼喚我》不得不用人工照明來打造意大利北部夏天的氛圍。他還在過程中與演員產生共鳴。當他們完成奧立佛和艾里歐產生衝突的第一個鏡頭後，穆克迪普羅躲在房間角落哭泣。這部電影使用35毫米和單鏡來拍攝，這個是啓發自大衛·柯能堡，來「鞏固想法」，並讓「演出的焦慮感從熒幕上消失」，就算這樣會增加製作預算。格達戈尼諾還讚揚了電影的音效設計師和混音師尚-皮耶·拉佛斯（Jean-Pierre Laforce）對於該片「精彩」和「關鍵性」貢獻。格達戈尼諾與拉佛斯在《池畔謎情》合作，稱他是「能夠在沒有壓倒電影的情況下創造出一座聲音的大教堂」。

### 後期製作
法薩諾和格達戈尼諾共同參與後期製作。從格達戈尼諾的處女作《主人公》開始，他們已合作25年。法薩諾覺得與他合作是「不同尋常……十分耗費精力，但是不錯的經歷」。在《以你的名字呼喚我》，後期製作于6至7月完成，只花費了一個月，而這是他們最快的剪輯速度。法薩諾引用皮亞拉的《關於我們的愛情》那「節奏快和原因不明的」故事敘述作爲靈感。
他們首次的電影剪輯版本時長爲三小時二十分鐘；法薩諾說這是他最喜歡的版本，並讓他「迷失在故事和畫面中」。最後一個剪輯版本爲兩小時十分鐘，而拍攝比例爲1:25。
在後期製作臨近結束時，幾個值得注意的片段已經或幾乎作出改變。艾里歐父親獨白的一組鏡頭原本有鋼琴襯底，由於其中一位製片人認爲這無關緊要，兩位主角騎單車到院子一幕幾乎沒剪。漢默透露道，因爲他的短褲使其露點，所以在一些鏡頭作了數位修復。格達戈尼諾確認了數個沒有剪輯的鏡頭。當中包括艾里歐和奧利佛在椴樹下「互相逗弄」那「演技好的」一幕，導演認爲這「太珍貴了」。艾里歐父母在浴室做愛以及艾里歐和奧利佛在月光下親吻的一幕也遭到刪除。後者於2018年6月在卡斯蒂利翁切洛放映會播放，而另一刪除的鏡頭也遭透露，包括艾里歐邀請奧利佛游歷鄉村。

## 音樂

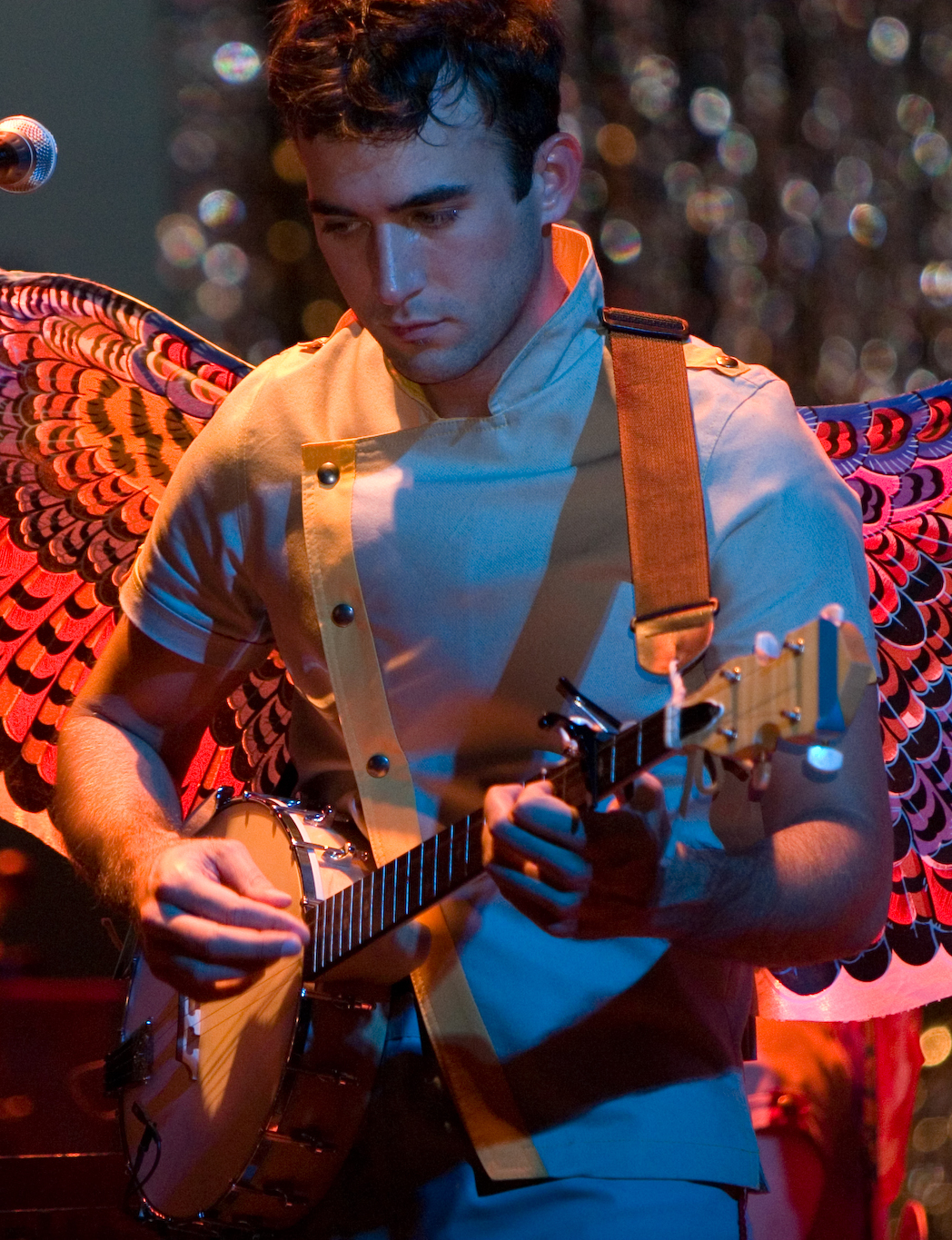
蘇揚·史蒂文斯爲電影獻唱三首歌曲。

格達戈尼諾通常會爲自己的電影選擇音樂。然而在《以你的名字呼喚我》中，他希望透過音樂來找到一個「致電影的情感旁白」，這比聲音和文本「少些沉重、少些展現以及多些圍繞」。他啓發自《巴里·林登》、和。格達戈尼諾希望電影的音樂與艾里歐產生聯繫，艾里歐是一位年輕的鋼琴家，喜歡抄錄及改編鋼琴譜以加深與奧利佛之間的關係。電影中使用音樂是用來反映時代背景、角色家人的生活和他們的教育水平，以及「他們將會成爲那種經典的一部分」。格達戈尼諾還調查了當地電台在夏天最常播放的流行歌曲。
格達戈尼諾認爲蘇揚·史蒂文斯的歌詞跟他產生共鳴，並在最初要求史蒂文斯從艾里歐較爲年長的角度來敘述電影，同時爲《以你的名字呼喚我》錄製一首原創歌曲。史蒂文斯拒絕了配音角色，但是爲原聲帶獻唱了三首歌曲：《愛的奧秘》、《基甸的幻象》和他重新錄製2010年的歌曲《無用裝置》。史蒂文斯的靈感來自電影劇本、原著小說以及與格達戈尼諾關於角色的對話。他在拍攝開始前幾天就提交歌曲，格達戈尼諾與演員和剪輯師沃爾特·法薩諾在準備工作時聽了這些作品，並都感到驚喜。這些作品象徵了史蒂文斯第一次明確爲電影原聲帶創作歌曲。
原聲帶專輯于2017年11月3日由麥迪遜門唱片和索尼經典唱片以數位方式，並于11月17日以實體方式發行。專輯包括史蒂文斯、幻覺皮衣合唱團、弗朗科·巴迪亞多、洛蕾妲娜·伯特、路劫强盜樂團、喬治歐·莫瑞德、喬·艾斯波西多和F·R·大衛的歌曲。它還包含約翰·亞當斯、坂本龍一、和莫里斯·拉威爾的作曲。根據尼爾森音樂統計，專輯截至2018年2月已售賣9,000張，並在美國的歌曲銷量獲得2千900萬次點播音頻串流。

## 發行

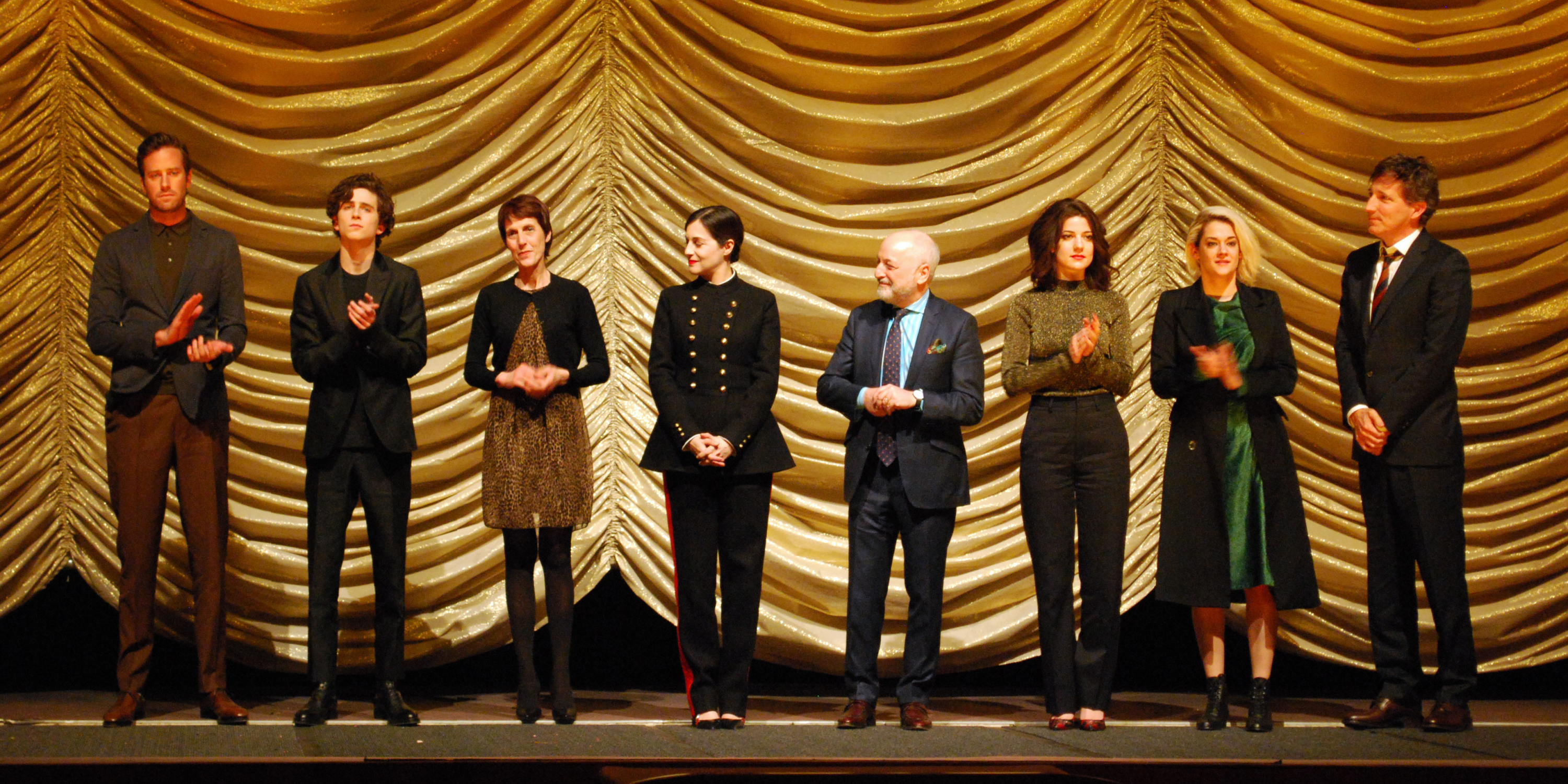
由左至右：艾米·漢默、提摩西·夏勒梅、凡達·卡普里奧洛、阿蜜拉·卡薩、安德列·艾席蒙、埃絲特·加雷爾、维克图瓦·迪布瓦和彼得·斯皮爾斯出席第67屆柏林影展《以你的名字呼喚我》的放映會。

2017年1月22日，《以你的名字呼喚我》在日舞影展舉行全球首映。在其舉行首映之前，索尼經典電影以600萬美金取得電影在美國的分銷權。這場交易由WME環球和UTA獨立電影集團負責協商。紀念電影國際公司購買了全球分銷權，這家法國公司于2016年11月在美國電影市場展播放電影宣傳片。這部電影也于2017年2月13日在柏林國際影展、于2017年9月9日在多倫多國際影展以及于2017年10月3日在紐約影展放映。它原定于2018年4月在北京國際電影節播映，但是在沒有任何的解釋下從官方程式上遭到移除。業内人士透露政府做的這個決定是因爲「對同性戀内容持著不容忍的一貫立場」。同年，這部電影在克雷馬影展受到讚揚：艾席蒙于6月23日與大衆面見，而加雷爾于6月30日在克雷馬主教座堂參與放映會。
《以你的名字呼喚我》于2017年10月27日在英國及于2017年11月24日在美國有限上映。它于2017年12月15日在美國從4個地點擴展至30個，然後于12月22日擴展至114家影院。它于2018年1月在174家影院播放，之後于2018年1月19日奧斯卡提名公佈典禮前幾天在815家影院廣泛上映。在奧斯卡一周，爲這部電影在美國最多上映的時候，一共有914家影院播放。
華納兄弟娛樂公司于1月25日在意大利發行電影。格達戈尼諾、漢默和夏勒梅的特別放映會和大衆見面會分別於1月27日和30日在克雷馬舉行。這部電影于1月18日在巴西開始上映，並于2月28日在法國開始上映。2018年3月，突尼西亞的發行公司報告說文化部因爲它的主題「侵犯自由」而禁止電影播放。在愛爾蘭，經過30周的放映后，它成爲燈塔影院于2018年6月初上映時間最長的電影。在菲律賓，電影於10月28日放映，並隨同馬尼拉交響樂團演奏專輯歌曲的現場表演。

### 市場營銷
索尼經典電影于2017年7月27日發行了《以你的名字呼喚我》的官方海報。第一版電影預告于2017年8月1日發行。2017年10月11日，索尼經典電影發行了一個名爲「跳舞派對」的預告來慶祝國家出櫃日。這條42秒的片段包含了漢默和夏勒梅在酒吧裏隨著《愛我的方式》跳舞的這一場戲，之後成爲推特的迷因。因爲在片段中的使用，《愛我的方式》在音樂串流網站受到歡迎，並在電影上映前兩個月内，串流需求上漲了13%。以2017年11月30日完結該周，這首歌曲收集了17萬7千次點播量，爲其在美國最多串流的一周。
社交媒體對於廣告的反應較爲偏負面，大部分是因爲索尼電影「誤導」觀衆漢默和夏勒梅的形象，而不是注重主角的戀情。《男同性戀時報》的丹尼爾·梅加里（Daniel Megarry）稱其是「試圖去『洗直』這部電影中佔大多數的同性的浪漫關係」，而《衛報》的本傑明·李（Benjamin Lee）稱其是「極其糟糕去嘗試將奧斯卡按鈴的《以你的名字呼喚我》變成異性戀愛情故事」，並說這廣告「尷尬地掩飾了產業對於酷兒的否定」。索尼經典電影其後于2018年1月19日在美國廣泛擴展上映時發佈了幾個商業廣告以推廣電影。在韓國，索尼電影發行了幾張前所未見的場景照片，以及幾張由Son Eunkyoung于2018年3月用蠟筆創作的宣傳照片。

### 家用媒體
2017年12月24日，《以你的名字呼喚我》、以及其他奧斯卡提名電影《老娘叫譚雅》和《淑女鳥》影展觀影的盜版DVD被黑客組織Hive-CM8洩露在檔案分享網站。電影于2018年2月27日以數位下載形式正式發行。它于2018年3月13日以藍光光碟和DVD形式發行，其額外包括兩部短紀錄片（《與艾米·漢默、提摩西·哈爾·夏勒梅、麥可·斯圖巴和盧卡·格達戈尼諾對話》和《意大利簡介：〈以你的名字呼喚我〉製作》）、夏勒梅和斯圖巴的副音軌和《愛的奧秘》的音樂錄影帶。電影在美國的DVD和藍光光碟銷售額分別爲632,374美元和1,499,088美元，家用媒體的總額爲2,131,462美元。在英國，DVD和藍光光碟在各自形式的「百强」銷售榜中分別排在第7和第4名。

## 反響

### 票房
《以你的名字呼喚我》在美國及加拿大地區共累積了1,810萬美元的票房，加上來自其他地區的2,310萬美元，全球票房共計4,120萬美元，而其製片預算則是350萬美元。這部電影是索尼經典電影在2017年發行的第三高票房作品。
在美國，《以你的名字呼喚我》於2017年11月24日開始有限上映，包括紐約的巴黎戲院和聯合廣場戲院，以及洛杉磯的聚光燈好萊塢和地標戲院。截止至首週週末，電影共收穫404,874美元票房，平均每戲院收穫101,219美元。該片創下2017年最高的平均票房，而且是自去年12月以來最大的平均票房，同時是自《斷背山》以來最佳每院開幕成績的男同性戀愛情電影。截至第二週週末，電影收穫281,288美元，每院平均票房為「傑出的」70,320美元。電影在第三週擴展至9家戲院，收穫291,101美元，平均票房為「紮實的」32,345美元。截至第四週週末，電影在30家戲院收穫491,933美元，平均為16,398美元。截至第五週週末，電影在114家戲院收穫850,736美元，平均7,463美元。截至第七週週末，電影票房已收穫超過600萬美元，並在115家戲院收穫758,726美元。截至第八週週末，其在174家戲院收穫715,559美元，平均每院4,185美元。
電影在第九週全國上映，並截至週末時在815家戲院收穫140萬美元，但與「其他相同數量戲院上映的競爭電影」相比表現不佳。下週，奧斯卡宣布電影獲得四項提名後，其收入減少6%，獲得130萬美元。截至2018年1月23日，《以你的名字呼喚我》共收穫9,370,359美元，為最佳影片提名者中第二低票房的電影。Fandango報導自宣布最佳影片提名以來，影票銷售額上升了56％。IndieWire的湯姆·布魯格曼（Tom Brueggemann）根據電影「滯後」的票房表現評論道索尼經典電影「迄今為止做得不錯」，並說：「在某些時侯，電影和迴響是發行公司無法去解決的。」在奧斯卡週，電影在914家戲院收穫919,926美元，平均1,006美元，並在第十六週週末在309家戲院收穫304,228美元。
《以你的名字呼喚我》以收穫781,000歐元在意大利排名第7，並獲得最佳每院平均成績。它於2月6日收穫49,170歐元，并在週末達到200萬歐元。它於3月13日以13,731票房重新進入前十名。截至2018年7月6日，電影在意大利收穫票房3,925,137美元。電影在法國放映的第一天吸引了超過17,152名觀衆，在184部作品中有著「傑出的」每院平均人數。它在首週吸引了108,500名觀衆，以平均1,167的成績成爲該週第二最佳平均觀看人數，而在第三週週末有238,124人觀看。截至2018年4月17日，電影在法國收穫票房2,652,781美元。在英國，電影在112家戲院開幕時收穫231,995英鎊（306,000美元），包括預映收穫的4,000英鎊。十日后，它收穫了568,000英鎊（745,000美元），並在第三週週末達到百萬美元（767,000英鎊）。截至2018年5月21日，電影在英國共收穫票房2,372,382美元。

### 評價
《以你的名字呼喚我》在日舞影展的首映會獲得全場起立鼓掌。當電影在紐約影展放映場愛麗絲·圖利音樂廳放映時，其獲得了十分鐘的熱烈鼓掌，爲影展記錄中最長的鼓掌時間。爛番茄收集的354篇專業影評文章中，「新鮮度」為95%，平均得分8.7分（滿分10分）。網站的共識評價爲「提摩西·夏勒梅和艾米·漢默以令人動容的演技爲《以你的名字呼喚我》提供一種憂傷且有力的初戀形象」。它在該網站爲最高評價的有限上映電影，及第二高評價的愛情電影。Metacritic基於53篇評論文章，平均分爲93（滿分100），代表「普遍好評」。它是Metacritic年度第五高評價電影。

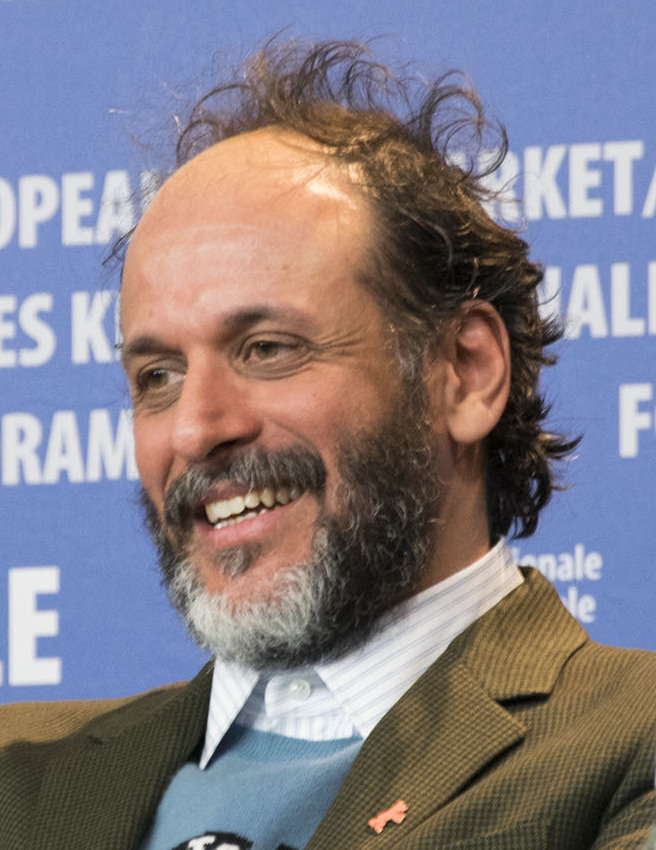
格達戈尼諾的導演受到影評人讚賞。

《好萊塢報導》的博伊德·范賀傑（Boyd van Hoeij）稱《以你的名字呼喚我》「非常感性……親密且穿透真實地」改編艾席蒙的小說，並認爲夏勒梅的演出是「電影真正的突破」。《綜藝》的彼得·迪布吉（Peter Debruge）說這部電影透過描繪「初戀故事……超越了主流情侶中同性戀動態的界限」而成爲「促進男同性戀電影的作品」。他將格達戈尼諾與佩德羅·阿莫多瓦和法蘭索瓦·歐容電影的「感性」執導作出比較，並覺得《以你的名字呼喚我》「與他們最棒的作品不相伯仲」。IndieWire的大衛·埃爾利希（David Ehrlich）還稱讚格達戈尼諾的導演，他說這幫助電影「與（和《月光男孩》的）藝術性和共鳴度相匹配」。BBC的薩姆·亞當斯（Sam Adams）認爲斯圖巴的演出猶如「將電影所呈現出的繪畫放置了一個框架，且打開了一個途徑是我們從來沒想過探索的」，並稱這是他目前「其中一個最傑出的代表」。他讚揚該片是「自巴提斯·謝侯和安德烈·泰希內鼎盛時期以來，（其中一部）電影能夠同時成功吸引到知識分子和好色之徒」。
《波士頓環球報》的泰·布林給予電影三顆半星（滿分五顆），讚賞導演「在達到電影幸福新高度的同時拓寬他對於人性的擁抱」，並寫道電影「可能只是幻想，但就是比較可愛和聰明」。CBS的大衛·摩根（David Morgan）讚賞攝影、服裝設計以及「讓80年代夏天再次明顯活躍起來的」服飾。他還稱讚斯圖巴的角色是「影史上思想最前衛的父母」。的理查德·勞森（Richard Lawson）說格達戈尼諾的改編「是以真愛、善意、清晰的心、堅決和不矯飾的智慧來製作」，並稱其是「摩登男同性戀經典」。《芝加哥論壇報》的邁克爾·菲利浦斯對於導演那「絕妙地自相矛盾」的視覺興趣感到高興，史蒂文斯的歌曲「讓你對於艾里歐的情感意識感到理解有著魔法般的效果」。他讚賞漢默的演出是「他演藝生涯中（其中一個）最不吹灰之力和放鬆的最棒作品」。
《經濟學人》注意到了電影中「痛苦和歡樂之間（的緊張關係）」並稱讚了夏勒梅，認爲他「喚起許多人性的陰影，描繪出一條更原始且不正常的年輕自我發現之路，並在最終比許多演員呈現的更加可信」。《環球郵報》的凱特·泰勒給予電影兩顆半星（滿分五顆），她也很享受夏勒梅在捕捉「初戀和其無法避免的心碎」所作出的努力，並說「多種語言、幾乎獲得艾滋病之前那愉快恬淡的情景並沒有延伸至輕信……但它可以嘗試忍耐」。《喬治亞事實報》的肯·艾斯納（Richard Lawson）質疑電影的中心思想，並說「格達戈尼諾太過於抒情了……可以在詩情畫意的銳利和放縱的荒謬中肆意地轉換」。在負面評價中，《Paste》的凱爾·特納（Kyle Turner）寫道「這部電影的細節對於每一個人來説都太小了，可能尤其只有同性戀才能看得出」，而視覺之間的距離「暗示這部電影在開始時與艾里歐先前一樣（令人）害怕。它從來不會擺脫優柔寡斷的特質」。《Out》的阿蒙德·懷特認爲「透過修飾和僞造他們來利用同性戀觀衆對於愛情的需要」而稱該片爲「膽小的商業主義」和「超庸俗的幻想」。的盧克·Y·湯普森（Luke Y. Thompson）批評其時間長度並稱它爲「極其無聊的遊記」。

### 年齡差距的討論
比義大利法定承諾年齡要高的美國掀起了有關年齡差距的討論。心理治療師、社會工作者和主持人卡拉莫·布朗批評電影美化了性侵犯，說道：「這看起來就像是成年男性與小男孩發生性行為。」作家切恩·蒙哥馬利（Cheyenne Montgomery）說她對其中一位主角是男孩，而另一位是男人的描繪感到不舒服，並說道：「艾里歐被塑造得太小孩了：他會刮臉上的絨毛、擁抱父母、台詞通常都有點乳臭未干和幼稚，但他卻作為一個塑造過度成熟的角色的性感愛侶。」蕾妮·索倫蒂諾（Renee Sorrentino）和傑克·特班（Jack Turban）醫生在《精神病學時報》寫道「這部電影是有關性掠食。奧利佛比聲稱的24歲要老太多，而艾里歐看起來像非常年輕的17歲。這段關係的權利差距非常明朗：艾里歐脆弱且在性方面十分懵懂，奧利佛經驗豐富且在這段關係中具有主導權。」他們接著問道「經驗豐富的24歲人酒後與喝醉作嘔的17歲人發生性行為合適嗎？」在演員占士·活士在推特轉發有關年齡差距的批評後，艾米·漢默以「你不是也在60歲時和19歲的人約會嗎……？」作為回應。這段關係被《倡導》拿來與其他作品中的異性戀作比較，像《乱世佳人》中少女郝思嘉和33歲白瑞德的戀情。

### 榮譽

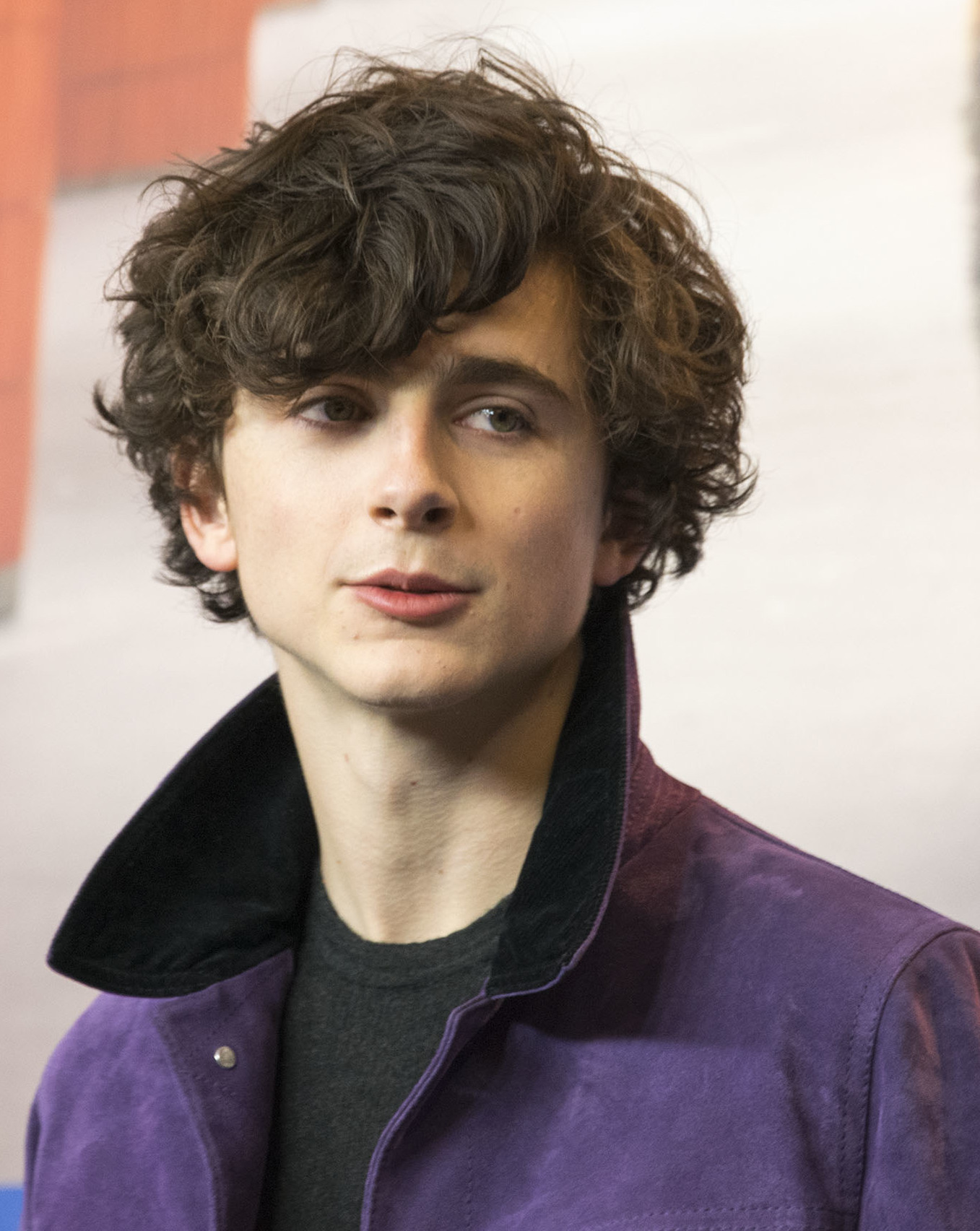
提摩西·夏勒梅的演出取得好評。正值22歲的夏勒梅成為第三年輕入圍奧斯卡最佳男主角獎的人。

《以你的名字呼喚我》被國家評論協會和美國電影學院評選爲年度十佳電影。在第90屆奧斯卡金像獎，它獲得最佳影片、最佳男主角（夏勒梅）、最佳原創歌曲（《愛的奧秘》）和最佳改編劇本提名，並贏得後者。夏勒梅成爲自1939年以來最年輕的提名人，而艾佛利成爲在任何類別中最年長的獲獎人。電影在第71屆英國電影學院獎獲得四項提名，包括最佳影片、最佳导演，並贏得最佳改编剧本（艾佛利）。在第75屆金球獎，它獲得最佳戲劇類影片、最佳戲劇類電影男主角（夏勒梅）、最佳電影男配角（漢默）提名。
電影在第23屆評論家選擇電影獎獲得八項提名，艾佛利贏得最佳改編劇本。該片在第33屆獨立精神獎以六項提名成爲最多提名電影，贏得最佳男主角（夏勒梅）和最佳攝影（穆克迪普羅）。在第23屆美國演員工會獎，夏勒梅獲得最佳男主角提名。電影在第29屆同志媒體獎贏得傑出全美上映影片。在意大利，法薩諾在第73屆銀緞帶獎和第33屆金拍板獎贏得最佳剪輯。夏勒梅在國家評論協會、哥譚獨立電影獎和好萊塢電影獎均奪得突破男演員獎。
在一系列有關2010年代最佳電影的文章中，IndieWire將《以你的名字呼喚我》排在該世紀最佳電影第18名，而夏勒梅的演出在最佳演技位居第39名。前音後果將這部電影排在第23名，《滾石》將其排在第40名，而《白色謊言》則將其排在第47名。

## 續集
格達戈尼諾自電影在日舞影展舉行首映期間就一直在考慮拍攝續集的想法，可以也意識到角色「可能會超越電影界限」。2017年10月，他說他希望能于2020年製作續集，風格類似于的安托萬·杜瓦內爾人生記系列電影，大致講述艾里歐和奧利佛年紀漸長后的故事。他說：「如果我將電影中艾里歐的年紀與夏勒梅的年紀爲之配對的話，三年後，夏勒梅將會25歲，艾里歐在第二段故事中也會是那麽大。」在小說中，艾里歐在奧佛利結婚15年后與他再次相遇。關於續集，格達戈尼諾說：「我不覺得艾里歐是需要成爲男同性戀，他只是還沒找到他的歸屬……我相信他會再次與瑪琪雅開始一段親密的關係。」
格達戈尼諾對於90年代的政治深感興趣，並說：「它將會開始於意大利（西爾維奧·）貝魯斯柯尼時代，這意味著其將會處理伊拉克（第一次）。」2017年11月，格達戈尼諾分享了他製作五部電影系列的意圖，其中觀衆可以「看到演員變老，體現這些角色」。一個月後，據報導他開始爲續集創作劇本，其將揭示更多關於奧利佛的内容，并且類似於邁克爾·艾普特的《成長》系列。漢默和夏勒梅表示有興趣參演續集，而艾佛利則對素材沒興趣，他說：「這很好，但是我不知道他們如何得到一個40歲的夏勒梅 ！」
2018年1月，格達戈尼諾透露道續集將會設置在「柏林圍牆倒塌後，而那個偉大的改變也即將結束……就是蘇聯」，電影第一幕可能描述爲艾里歐在戲院觀賞保羅·韋基亞利第一部直面艾滋病的法國電影《再一次也好》。2018年3月，格達戈尼諾確認他會與艾席蒙一同完成續集，這將會設定在「五六年后」，並與首部電影有「不同的基調」。他還說漢默和夏勒梅將以不同的背景、「環游世界式」的重新飾演他們的角色。漢默說格達戈尼諾在劇本中已將他定調，並說：「雖然這是未完成的劇本，但他已掌握所有的想法。」2018年4月，艾席蒙在接受《雪梨晨鋒報》訪問時說道，他和格達戈尼諾對於續集「并不確定」，並說：「（格達戈尼諾）有許多方案是與我達成一致的。所以我們在續集互相調情，但是我不知道我們是否認真對待。」2018年7月，斯圖巴說格達戈尼諾和艾席蒙對作品感到興奮，而導演也對其「認真對待」。他接著表達出對於續集中重新扮演角色的熱情，「我覺得在性質中它會是某種獨特的東西，但它也絕對是要去嘗試的遊戲。」兩個月後，漢默在接受《綜藝》訪問時談及續集時說道：「這即將發生，因爲已經有人爲此創作並力求讓它發生。」
2018年10月，夏勒梅在接受《時代》訪問時，他將續集與理查德·林克莱特的作比較，並說道漢默、艾席蒙和格達戈尼諾全部計劃回歸下一部電影。同月，格達戈尼諾透露道他徵求頻繁合作人達珂塔·強生來出演續集中奧利佛的妻子。他稱她的角色為「新英格蘭式的私酒性女人」，並可能還有奧利佛的孩子。他說道電影關於角色方面將會是「編年史中新的篇章」，而不是續集，而標題是「唯一的問題」，因為「它不可能是《以你的名字呼喚我第二部》」。漢默和格達戈尼諾都稱道電影需要花費一些時間來籌拍。
2018年11月，艾佛利確認他并不會回歸續集，並說艾席蒙認為「這不是一個好主意」。然而不到一星期後，艾席蒙說他在創作《以你的名字呼喚我》的續集。小說續集《找到我》於2019年3月20日正式確認推出，並將於10月29日由法勒、施特勞斯和吉魯出版社出版。2019年3月，漢默透露道電影并沒有正式投入創作，以及他與夏勒梅或格達戈尼諾沒有對此有個明確的討論。他還覺得這部潛在的續集并不符合期望，其說道：「這感覺就像擁有許多東西的完美風暴，若我們確實製作第二部，我想我們會令自己失望。我不知道任何東西是否都會與第一部相符合……我就像『這實在是一件特別的事，爲何不讓它一部就好？』。」
2020年3月，格達戈尼諾在向意大利報紙《共和國報》確認續集的消息，並透露原班人馬會悉數回歸，包括兩位主演艾米·漢默和提摩西·夏勒梅。他還在採訪中表示原計劃和某位美國編劇見面，共同商討劇本，但受2019冠状病毒病疫情影響推遲。同年9月份《GQ》採訪的中，漢默再度被問到續集的進展，他表示“已經和（格達戈尼諾）談過話，但我們還沒有正式投入製作，我也沒有讀過原著。我知道盧卡也沒有拿到完整的劇本，雖然他知道要怎麼去演這個劇情，但我不知道劇情和《找到我》原著會有什麼樣的出入。如果我們最終要去拍這部電影，在我看來，重點應該是盧卡的想法，而不是《找到我》。”
2021年初，傳聞指漢默有情感上虐待女性及崇尚食人的傾向，被多名製作中的影視作品除名，外界也懷疑《找到我》是否能夠成行。演員麥可·斯圖巴希望電影能如期製作。2021年5月，格達戈尼諾在《Deadline Hollywood》的採訪中表示續作不再是自己優先事項，原因除了漢默的醜聞比較複雜，還包括夏勒梅和他自己在未來都有其他電影要忙，所以他被迫擱置續集。

## 備注
1. ↑  帕爾曼先生的全名為塞繆爾·「薩米」·帕爾曼[8]。
2. ↑  利古里亞和聖雷莫曾一度被描述爲書中的主要場景[25][38]。然而，艾席蒙卻宣稱小說是取景自博爾迪蓋拉，並說道：「我不想在小說中爲它取名字，但卻被廣爲人知。我一直都回到博爾迪蓋拉。」[39]在擔任地方顧問期間，格達戈尼諾提議將利古里亞作爲製片人考慮的主要情節背景[34]。
3. ↑  該句來自法語「le cinéma d'art [et] d'essai européen」，是一個涵蓋獨立和藝術電影的術語。

## 外部連結
- 官方网站
- 请以你的名字呼唤我的Instagram帳戶
- 互联网电影数据库（IMDb）上《以你的名字呼喚我》的资料（英文）
- 爛番茄上《以你的名字呼喚我》的資料（英文）
- Metacritic上《以你的名字呼喚我》的資料（英文）
- 豆瓣电影上《请以你的名字呼唤我》的資料 （简体中文）